# Sonic Eraser
 (octobre 2019).
Si vous disposez d'ouvrages ou d'articles de référence ou si vous connaissez des sites web de qualité traitant du thème abordé ici, merci de compléter l'article en donnant les références utiles à sa vérifiabilité et en les liant à la section « Notes et références ».
Sonic Eraser (ソニックイレイザー) est un jeu vidéo de puzzle distribué sur Sega Meganet, le modem de la Mega Drive en 1991. Ce jeu fait partie de la série Sonic the Hedgehog.
Ce puzzle-game est historiquement le tout premier spin-off de Sonic. Celui-ci mixe le concept de Columns et de Tetris.
Le réseau Meganet étant resté une exclusivité japonaise au succès limité, Sonic Eraser est un jeu resté longtemps oublié, inconnu des occidentaux. Toutefois, en février 2004, Sega republie le jeu sur un service de téléchargement de jeux à destination du public japonais. À cette occasion, le site internet Sonic Cult s'en procure une copie et permet au public occidental de découvrir ce jeu jusqu'alors méconnu.

## Système de jeu
Des blocs tombent du haut de l'écran en grappes, et vous devez aligner leurs couleurs pour les faire disparaître en accolant une paire pour déclencher des réactions en chaîne qui déclenchera une attaque de Sonic (nécessite 4 paires minimum) contre son adversaire artificiel, représenté par un autre Sonic, pour lui faire perdre le contrôle de ses blocs momentanément. Le but étant de ne pas faire déborder son écran, au risque d'un game over .
Le jeu offre 4 modes de jeu :
- Round Mode : C'est une sorte de "Mode énigme" composé de 10 niveaux (0-9).
- Mode normal : C'est un mode où l'on peut jouer, pour des points, tant que l'on veut.
- Doubt Mode : Les règles sont normales sauf que des blocs blancs ne tomberont jamais.
- Block Mode